# Lappachalm
Die Lappachalm, früher auch Laaper Alpe, ist eine Alm am Rücken des Hischbichl in der Fraktion Oberrotte der Gemeinde St. Jakob in Defereggen.

## Lage
Die Lappachalm besteht aus sechs Hütten, die sich an der Ostflanke des Hirschbichl hoch bzw. nördlich über dem Lappbach befinden. Historische Grenzen der Lappachalm sind im Westen der Gratverlauf vom Hinterbergkofel zu Innerrodelgungge und Deferegger Pfannhorn sowie danach eine Linie nach Norden zur benachbarten Staller Alm. Im Norden reicht die Lappbachalm bis zur Gemeindegrenze, im Süden bis zur Waldgrenze des Frattenwalds. Hierbei war der Bereich östlich der Almhütten bis zum Hirschbichl im 19. Jahrhundert noch unbewaldet. Im Osten reichte das Almgebiet der Lappachalm bis zum Kahorn, die Grenze zur Blindisalm verlief von dort nach Nordwesten und danach über den Oberhapp nach Norden, wobei der Schmalzlahner-Wald noch zur Lappachalm gehörte.

## Geschichte
Das Franziszeische Kataster verzeichnet neun Almhütten für die Lappbachalm, die sich damals noch weiter nach Südwesten erstreckten. Heute finden sich noch Mauerreste von den verfallenen Hütten.

## Aufstiegsmöglichkeiten
Der schnellste Aufstieg zur Lappachalm erfolgt vom Defereggental aus der Ortschaft Pötsch durch den Frattenwald entlang des Westgrats des Hirschbichl bis zur Alm. Von Westen kann die Lappachalm über einen Wanderweg erreicht werden, der nördlich der Staller Alm von der Defereggentalstraße nach Ostenen abzweigt und über die Erlasböden und den Hirschbichl zur Lappachalm führt. Zudem ist die Lappachalm über einen Wanderweg mit der östlich gelegenen Blindisalm verbunden. Von der Lappachalm führt ein Weg zum Gsieser Törl und weiter ins Gsies nach Südtirol, vom Gsieser Törl zweigt zudem ein Weg zum Deferegger Pfannhorn ab.